# 深角駅
深角駅（ふかすみえき）は、かつて宮崎県西臼杵郡日之影町大字七折にあった高千穂鉄道の高千穂線の駅である。
駅は国道218号の下にあるが、急斜面に建っていてアクセスが悪く、利用客が少ないことから秘境駅と呼ばれていた。

## 歴史
- 1972年（昭和47年）7月22日：国鉄高千穂線の駅として開業[1]。
- 1987年（昭和62年）4月1日：国鉄分割民営化により九州旅客鉄道（JR九州）の駅となる[1]。
- 1989年（平成元年）4月28日：第三セクター転換により高千穂鉄道の駅となる[2]。
- 2005年（平成17年）9月6日：台風14号による被害のため高千穂鉄道全線で運転休止。
- 2008年（平成20年）12月28日：槇峰 - 高千穂間の廃線に伴い廃駅。

## 駅構造
単式ホーム1面1線の地上駅である。無人駅で、駅は渓谷の斜面に設置されている。

## 利用状況
2003年（平成15年）度の1日平均乗車人員は3人であった（高千穂鉄道線内では最も利用客が少ない）。

## 駅周辺
国道218号が付近を通り、駅周辺にはタバコ栽培農家が1軒ある。駅付近を五ヶ瀬川が流れており、その対岸を宮崎県道205号向山日之影線が通る。

## 現状
線路が残っており、地元住民により手押しトロッコの運行が不定期で行われている。駅ノートが待合室に設置されており、当時の写真等も保存されている。

## 隣の駅
高千穂鉄道
■高千穂線
影待駅 - 深角駅 - 天岩戸駅